# Stig Hagner
Stig Hagner, född 1928, död 2003, var under närmare 30 år skogsvårdschef vid SCA, från 1964 fram till sin pensionering 1991 och var i den rollen bland annat aktiv i införandet av den nordamerikanska contortatallen i svenskt skogsbruk.

## Biografi
Stig Hagner utbildade sig till jägmästare vid Skogshögskolan och tog examen 1954. Han blev därefter anställd vid Skogsforskningsinstitutet som assistent åt professor Lars Tirén och studerade föryngringsfrågor i kärva klimatlägen. Arbetet vinklades så småningom mer mot naturlig föryngring av tall och resulterade i november 1962 i en doktorsavhandling med titeln "Naturlig föryngring under skärm: En analys av föryngringsmetoden, dess möjligheter och begränsningar i mellannorrländskt skogsbruk". I december 1962 tilldelades Stig Hagner Skogsvetenskaplig doktorsgrad av Skogshögskolans lärarråd. Detta följdes av en docentur i skogsföryngring och senare ett vikariat på en laboratorstjänst (ungefär biträdande professor) vid Institutionen för skogsskötsel vid Skogshögskolan. 
Andra halvåret 1963 var Stig Hagner gästforskare vid skogsfakulteten vid University of British Columbia i Vancouver. Efter hemkomsten erbjöds han våren 1964 uppdraget som skogsvårdschef/skogsvårdsdirektör vid SCA, ett uppdrag som han hade fram till 1991. År 1972 blev han ledamot av Skogsavdelningen inom Kungliga Skogs- och Lantbruksakademien och medverkade 1989 i akademiens tidskrift med artikeln ”Skogskötselprogram – trädslag, omloppstid, och intensitet I: Strategier för ett norrländskt industriskogsbruk.” År 1986 återvände Stig Hagner som adjungerad professor på deltid till Institutionen för skogsskötsel, nu en del av Sveriges lantbruksuniversitet. 
Stig Hagner var en av strategerna bakom omdaningen av skogsbruket till att ha en mer långsiktig planering och kom bl.a. att införa systematisk skogsgödsling och ett planeringssystem som skulle optimera skogsbruket. Den under 1970-talet befarade framtida virkesbristen, den så kallade ”virkessvackan”, skulle mötas med planerad skogshushållning och insatser för att öka tillväxt och produktivitet i norra Sveriges skogar. Hagner blev tillsammans med Roland Nellbeck, skogsvårdschef vid AB Iggesunds Bruk, en av de största förespråkarna för introduktionen av den mer snabbväxande nordamerikanska contortatallen, i dag Sveriges tredje vanligaste barrträd. Stig Hagner införde också under lågkonjunkturen i slutet av 1960-talet den så kallade fjällskogshuggningen, en extensiv avverkningsform i fjällnära skog, vilken senare anammades av Skogsvårdsstyrelsen i Jämtland som gav den namnet ”fjällskogsblädning”. Under 1980-talet var Stig Hagner aktiv i att utveckla naturhänsynen i skogsbruket och tillhörde de första inom skogsbruket som slog fast att bevarandet av skogens biologiska mångfald var skogsbrukets viktigaste miljöfråga. Efter hans död publicerade Kungl. Skogs- och Lantbruksakademien i samarbete med SCA hans bok "Skog i förändring – vägen mot ett rationellt och hållbart skogsbruk i Norrland 1940–1990"